# Site archéologique d'Acy-Romance
Le site archéologique d'Acy-Romance, découvert sur le territoire de la commune d'Acy-Romance, en France, en 1979 grâce à une prospection aérienne et fouillé dès 1981, est une agglomération secondaire gauloise de 20 hectares, dont 17 pour le village proprement dit, occupée pendant deux siècles.

## Description

### Préhistoire
Le site comprend des traces d'occupation de l'âge du bronze final et du premier âge du fer (culture de La Tène), notamment par le biais d'une nécropole portant la surface de l'ensemble archéologique à près de 300 hectares. Quelques structures renvoient également au néolithique.

### Ville gauloise
La ville gauloise proprement dite est fondée vers 180 av. J.C. par un groupe originaire de la région, alors partie du territoire du peuple des Rèmes. Autour d'un tumulus de l'âge du bronze servant d'omphalos au village se placent alors différents quartiers aux fonctions différenciées, chacun de ces quartiers semblant disposer de sa propre nécropole en bordure de l'agglomération. Certaines des structures découvertes lors de ces fouilles montrent une image tout à fait particulière du monde gaulois[Laquelle ?], notamment en ce qui concerne le domaine religieux et la pratique du sacrifice humain.
Le plus surprenant est le multi-compartimentage apparent de cette ville qui a pu compter plus d'un millier d'habitants permanents à son apogée. Une place centrale de 3 500 m2 entourée de palissades devait accueillir la vie collective et publique, marchés, assemblées, banquets… Des bâtiments imposants, probablement des temples et des bâtiments à vocation de rassemblement de la population, la bordent au nord-ouest. Trois autres quartiers fonctionnels aux frontières bien délimitées apparaissent aux autres côtés de la place. Ils sont chacun constitués de parcelles individuelles délimitées par des clôtures, de taille plus ou moins variables, portant des maisons et annexes sous forme de granges, greniers, appentis, ateliers.
- Au nord-est du plateau, le quartier des éleveurs est proche des pâtures et de la rivière par un chemin d'accès direct.
- Au sud-est, le quartier des artisans montre une diversité d'atelier-magasin.
- À l'est, le quartier agricole se révèle par des fermes et des greniers, et la proximité des champs les mieux exposés.

Aux extrémités du plateau, huit cimetières bordés chacun par un talus ont permis de retrouver 150 personnes inhumées. Ce n'est qu'une fraction de la population.
Le village se modifie avec la présence romaine, la dernière sépulture date du Ier siècle, avec du matériel et une méthode romaine.

## Images

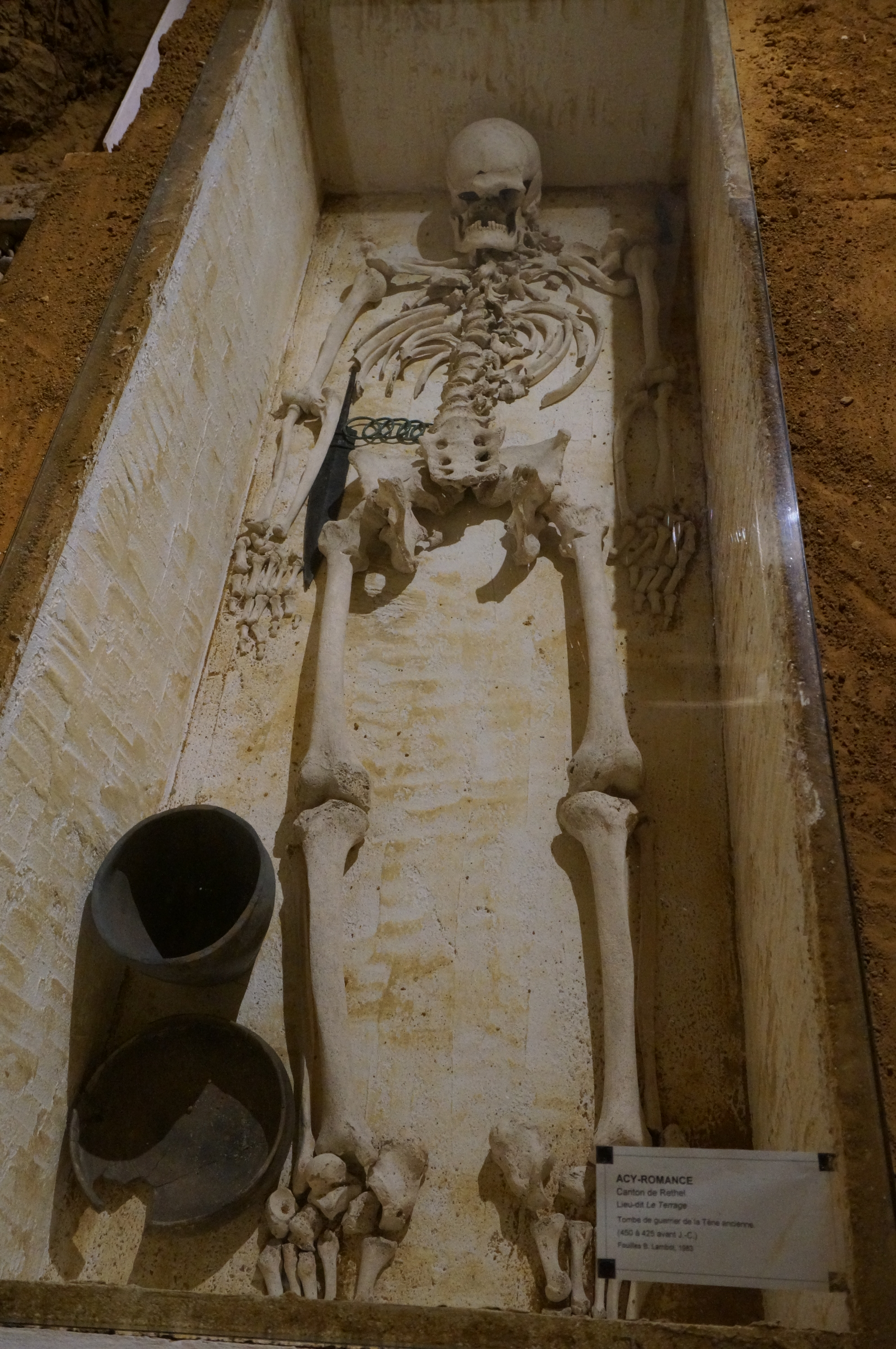
Reconstitution d'une tombe.
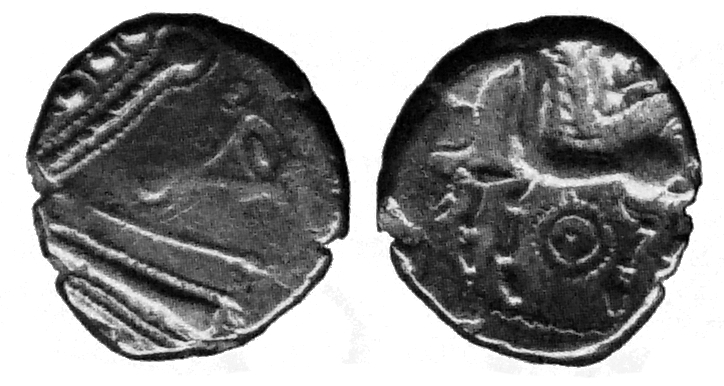
Statère des Rèmes.
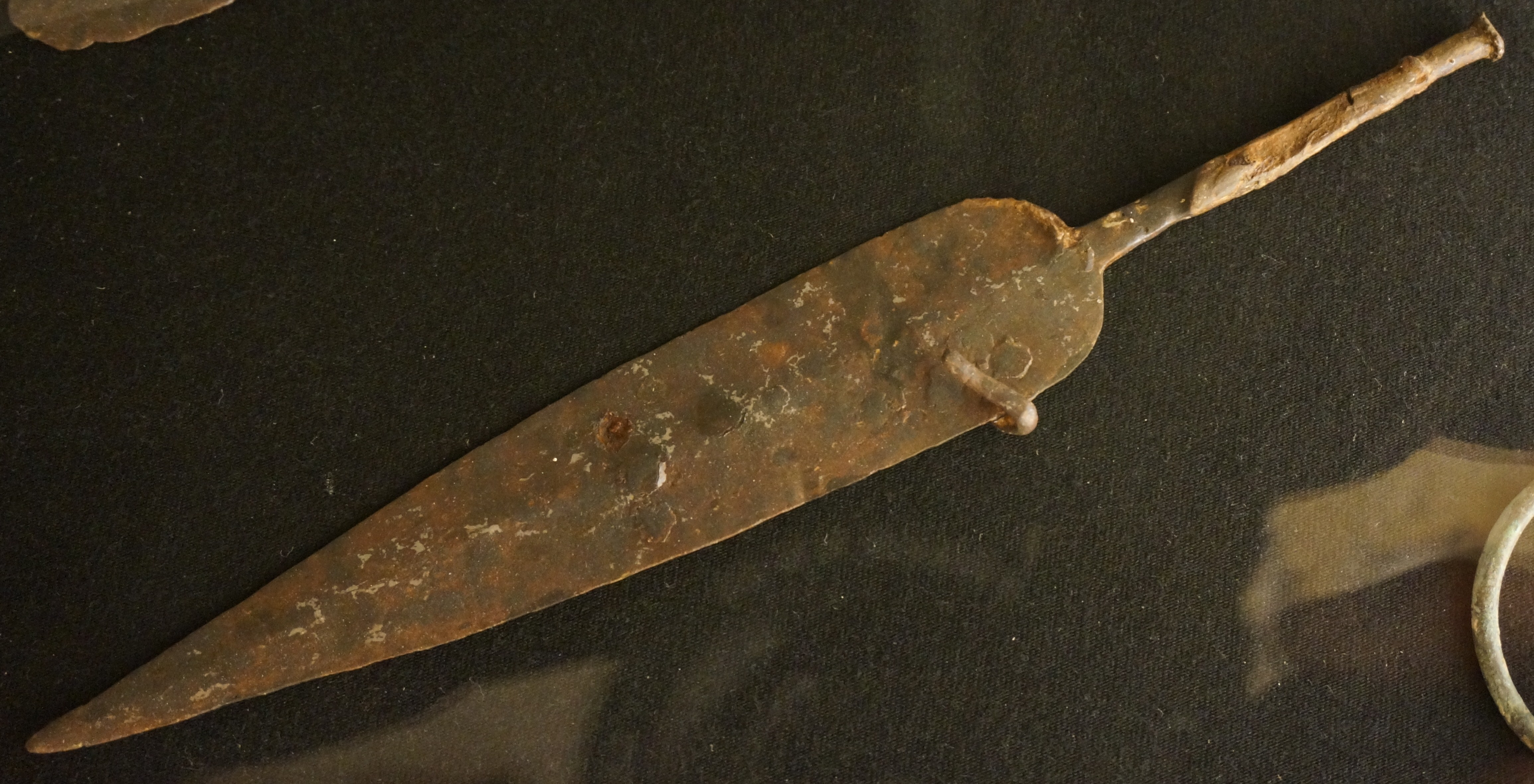
Poignard en bronze.
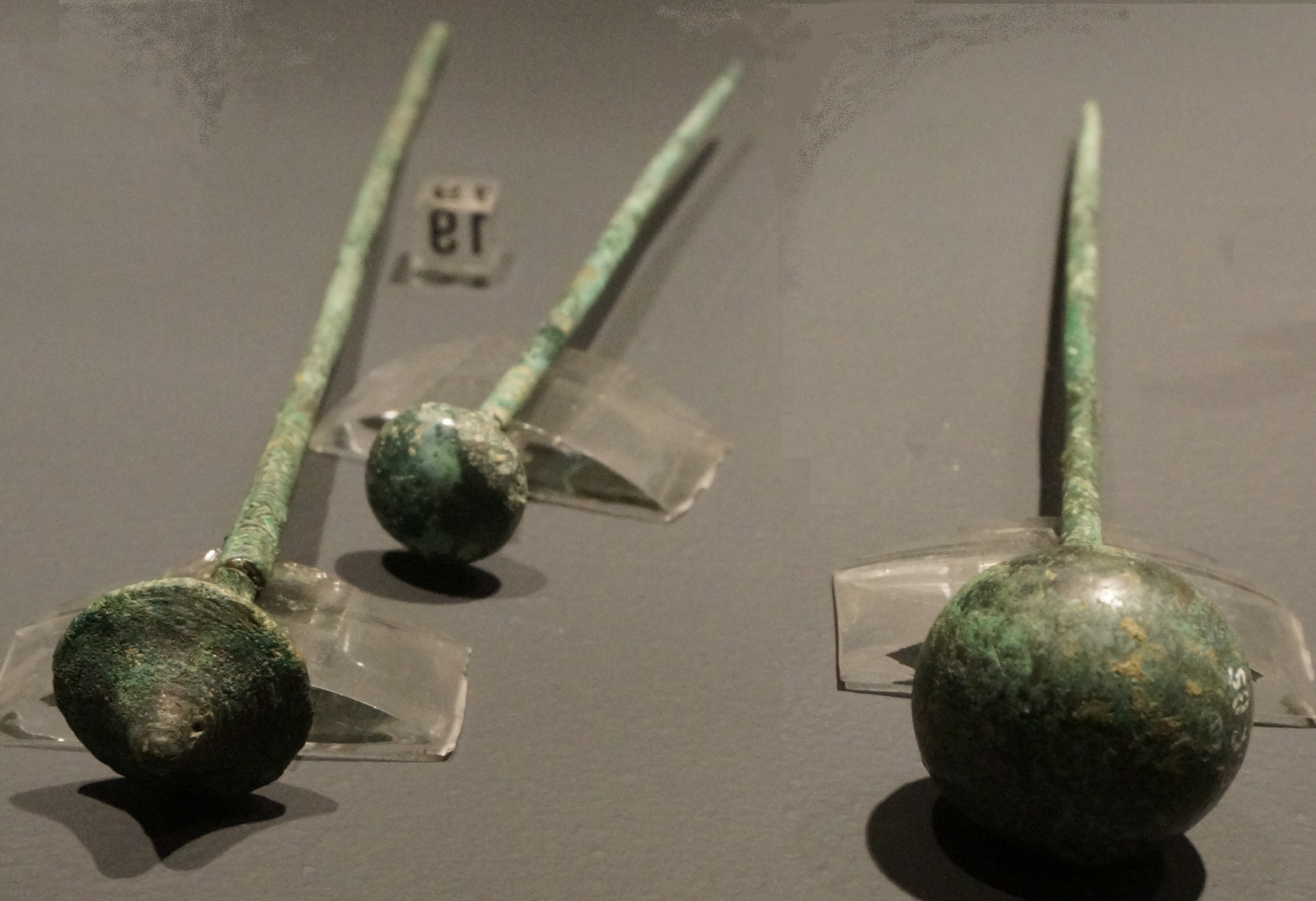
Épingles.